# Giuseppe Gasparo Mezzofanti
Giuseppe Gasparo Mezzofanti (19. září 1774 – 15. března 1849) byl italský kardinál a slavný polyglot, údajně ovládající několik desítek jazyků (o přesném čísle se vedou spory).

## Životopis
Teologické vzdělání získal v Boloni, v roce 1797 byl vysvěcen na kněze. Ve stejném roce se stal profesorem arabštiny na univerzitě v Boloni, toto místo ale ztratil poté, co odmítl přísahat věrnost Cisalpinské republice. Namísto toho pracoval v univerzitní knihovně, brzy poté se ale znovu stal profesorem řečtiny a orientálních jazyků. V roce 1831 se pro své jazykové znalosti stal členem Kongregace pro šíření víry, což byla instituce, která koordinovala katolickou misijní činnost. V roce 1833 se stal hlavním knihovníkem vatikánské knihovny. V roce 1838 se postavil do čela Kongregace, a v důsledku toho se stal kardinálem.

## Seznam jazyků, které ovládal
Studium jazyků bylo jeho celoživotní zálibou a svým nadáním získal celoevropskou proslulost – ze známějších jazyků byl mnohokrát vyzkoušen rodilými mluvčími a úroveň jeho řeči byla prý překvapivá – v mnoha jazycích se dopouštěl nanejvýš stylistických chyb. Přesný počet jazyků, které ovládal, je stěží možné určit, jednak proto, že ne všechny jazykové znalosti byly ověřeny, a pak také proto, že u některých jazyků ovládal i několik dialektů, jejichž zařazení mezi samostatné jazyky je sporné.
K jazykům, jež ovládal dokonale, patřila údajně angličtina, skotština, němčina, maďarština, biblická i středověká hebrejština, arabština, „chaldejština“ (tj. aramejština), koptština, klasická i moderní arménština, perština, turečtina, maltština, klasická i nová řečtina, latina, italština (rodný jazyk), španělština, katalánština, portugalština, francouzština, provensálština, švédština, dánština, nizozemština, vlámština, „ilyrština“ (snad chorvatština), ruština, polština, čeština a čínština.
Dobrá byla prý jeho syrština, Ge'ez, amharština, hindustánština, gudžarátština, baskičtina, rumunština, „kalifornština“, algonquinština (indiánské jazyky).
Průměrná byla jeho velština, kurdština, gruzínština, srbština, bulharština, romština, peguánština (jihovýchodní Barma), „angolština“, „mexičtina“, „chilština“ a „peruánština“.
Horší byla jeho sinhálština, barmština, japonština, irština, gaelština, odžibvejština a jazyk Indiánů z oblasti Delaware.
Pouze na psané úrovni byl jeho sanskrt, malajština, „tonkinština“ a „kočinčínština“ (patrně dva dialekty vietnamštiny), tibetština, islandština, laponština, rusínština, fríština, lotyština, kornština, kečuánština a bambarština.

## Metoda učení se jazykům
Jeho metoda učení jazyků není přesně známá. Jazyky se učil převážně od misionářů a cizinců, které při své práci potkával. Při učení si údajně napřed sestavil slovník asi pěti set základních výrazů a konverzačních forem, které pak dále rozvíjel konverzací, čtením knih (užíval zejména katechismy sestavené misionáři) a psaním. Tvrdil prý, že je nejlepší konverzovat s dětmi, které prý jednak nejlépe rozumí cizincům a jednak mají nejčistší jazykový cit. Při učení neznámých jazyků využíval také srovnání s jazyky již známými, což mu usnadnilo zapamatování. Podle jiných sdělení se jeho metody nijak nelišily od metod obvyklých v jeho době, jen je prostě uplatňoval intenzivněji.
Přes své velké znalosti se Mezzofanti nevěnoval vědecké práci a ani o své činnosti nezanechal žádné záznamy. Většinu dostupných informací o něm shromažďuje kniha The life of Cardinal Mezzofanti, kterou napsal C. W. Russell v roce 1863 a která je dostupná i na internetu.

## Přenesený význam
- Jako „český Mezzofanti“ byl v dobách své slávy označován Čeněk Šercl (1843–1906), který roku 1866 prokázal znalost třiceti evropských a asijských jazyků.